# Marmota broweri
La marmota de Alaska ( Marmota broweri ), también conocida como marmota de Brooks Range  o marmota de Brower, es una especie de roedor de la familia Sciuridae . Una vez considerada la misma especie que la marmota canosa, ahora se sabe que es única. Las marmotas de Alaska se encuentran en las laderas de talud de la cordillera de Brooks, Alaska . En concreto, prefieren habitar en terrenos rocosos y montañosos, generalmente cerca de lagos. Se alimentan de vegetación que se encuentra en las laderas de las montañas, como pastos, semillas y líquenes . Sus cuerpos relativamente gruesos están cubiertos de un pelaje denso y gris. Viven en grandes colonias formadas por varias familias. Durante el invierno, hibernan durante largos períodos de tiempo en madrigueras. Si bien no se han investigado bien, no se cree que estén particularmente amenazados, ya sea por actividad humana o de otro tipo. El gobierno de Alaska ha designado el 2 de febrero como " Día de la Marmota ", un feriado destinado a reconocer la prevalencia de las marmotas en el estado, similar al feriado estadounidense más celebrado del Día de la Marmota .

## Taxonomía
Originalmente, Marmota broweri se percibía como sinónimo de M. caligata, pero pronto se demostró que esto era falso cuando se encontró evidencia que corroboraba que M. broweri era una especie única. Se utilizaron secuencias del citocromo b para verificar que M. broweri sea una especie distinta. Aún se necesitan estudios para evaluar los efectos del aislamiento genético en su distribución fragmentada.

### Evolución
La ascendencia de la marmota de Alaska se remonta a la época del Pleistoceno. No se conocen fósiles de Marmota broweri. Sin embargo, se ha planteado la hipótesis de que un fósil supuestamente perteneciente a M. flavescens que data del Pleistoceno tardío, recuperado de las cuevas de Trail Creek en la península de Seward es una identificación incorrecta de un fósil de M. broweri.
Los linajes evolutivos de las 14 especies de marmotas distribuidas en el Holártico son relativamente ambiguos. Las secuencias del citocromo b indicaron que M. broweri está muy probablemente relacionado con M. caudata, M. menzbieri, M. marmota y M. monax. En apoyo de los resultados del citocromo b, la experimentación con ADN mitocondrial ha sugerido que M. broweri probablemente esté relacionado con M. caudata y M. menzbieri. Sin embargo, los datos morfológicos han vinculado a M. broweri con M. camtschatica. Además, el análisis de cromosomas somáticos, los datos ecológicos y los datos de comportamiento han demostrado que existe un vínculo entre M. broweri y M. caligata.

## Distribución y hábitat

### Distribución
En términos de distribución global, la marmota de Alaska es Neártica. Las marmotas de Alaska habitan en las montañas que se encuentran al norte de los ríos Yukon y Porcupine en el centro y norte de Alaska, incluidas ña cordillera de brooks, montañas de ray y Kokrines Hills. Sin embargo, ha habido informes de marmotas de Alaska en las montañas Richardson en el norte del territorio de Yukon, pero estos avistamientos aún no han sido confirmados. Su distribución general aún no se comprende bien. La Unión Internacional para la Conservación de la Naturaleza (UICN) no considera que su población esté "muy fragmentada", pero el Departamento de Pesca y Caza de Alaska la ha descrito como "irregular".
Las marmotas de Alaska se encuentran dispersas por toda Alaska como pequeñas colonias, cada una de las cuales consta de varias familias. Sus ubicaciones han sido documentadas en Cordillera brooks desde el lago Peters hasta el cabo Lisburne y el cabo Sabine. Ha habido avistamientos de la especie cerca de ríos en las montañas Northern Baird, en Mulik Hills, cerca de Copter Peak en las montañas De Long, y al sur de Brooks Range en Spooky Valley y en Kokrines Hills..

### Hábitat
Las marmotas de Alaska se encuentran en pastizales, acantilados del interior y picos de montañas. Están ubicados a elevaciones de unos 1000 metros (3280,8 pies) a 1200 metros (3937,0 pies) .  A menudo se encuentran en campos de rocas, deslizamientos y afloramientos de rocas, morrenas terminales y laderas de talud en la tundra alpina con forraje herbáceo. La especie habita en las laderas que rodean los lagos y se encuentra con menos frecuencia lejos de los lagos. Las marmotas de Alaska habitan en guaridas invernales permanentes que se utilizan durante hasta veinte años. Las entradas están tapadas con vegetación, tierra y heces. Estas guaridas suelen estar situadas cerca de una repisa que funciona como puesto de observación. Una colonia consta de varias madrigueras familiares individuales construidas muy cerca unas de otras. El color de su pelaje les ayuda a camuflarse entre las rocas.

## Descripción
Las marmotas de Alaska poseen un cuello corto, una cabeza ancha y corta, orejas pequeñas, patas y pies cortos y poderosos, una cola tupida y densamente peluda y un cuerpo grueso cubierto de pelo áspero. El pelaje de las marmotas adultas de Alaska en la nariz y la parte dorsal de la cabeza suele ser de color oscuro. Sus pies pueden ser de color claro u oscuro. M. broweri tiene garras resistentes adaptadas para cavar, sin embargo, los pulgares de sus extremidades delanteras no tienen estas garras sino uñas planas. El tamaño de su cuerpo es muy variable debido a los ciclos de hibernación. Para los machos, la longitud total promedio es de 61 centímetros (24,0 plg) y el peso promedio es 3,6 kilogramos (7,9 lb). Las hembras adultas son ligeramente más pequeñas, con una longitud promedio de 58 centímetros (22,8 plg) y 3,2 kilogramos (7,1 lb).

### Distinciones anatómicas
La retina del ojo de las marmotas de Alaska carece por completo de bastones, lo que dificulta bastante su visión nocturna. Sus ojos también carecen de fóvea, lo que hace que su agudeza visual sea mucho peor que la de otros roedores. La ubicación de sus ojos hace que su campo de visión sea muy amplio, hacia los lados y hacia arriba. Al igual que otros roedores, las marmotas de Alaska tienen incisivos que no paran de crecer. Hay un solo par de incisivos en cada mandíbula.
En comparación con la marmota canosa muy similar, que también se encuentra en Alaska, M. broweri es mucho más suave. También carecen de la característica mancha facial blanca de las marmotas canosas. La marmota monax, otra marmota de Alaska, se distingue por su coloración más rojiza, en comparación con las marmotas de Alaska más grises y las canosas.

## Ecología

### Alimentación
La principal fuente de nutrición de la marmota de Alaska es la vegetación que crece en las laderas de las montañas, que incluye pastos, flores, frutas, cereales, legumbres, líquenes y ocasionalmente insectos. M. bromeri debe comer grandes cantidades debido al bajo valor nutricional y a la necesidad de prepararse para la hibernación. Las marmotas de Alaska se conocen típicamente como omnívoras, pero también se las ha descrito como insectívoras, folívoras, frugívoras y granívoras.

### Depredación
La marmota de Alaska es presa de glotones, lobos grises, osos pardos, coyotes y zorros. Las águilas, en particular el águila real, son un importante depredador de las marmotas más jóvenes.
Una marmota centinela alertará a la colonia mediante una llamada de advertencia aguda de dos tonos si hay un depredador en el área. Las marmotas más viejas defenderán y vigilarán a los depredadores mientras las jóvenes juegan. Las madrigueras excavadas únicamente en la tierra brindan una protección limitada, pero una madriguera construida debajo de rocas y cantos rodados puede evitar el riesgo de animales grandes, como los osos grizzly, que sacan marmotas de sus guaridas excavadas en la tierra.

### Impacto en el ecosistema
Las marmotas enriquecen el suelo con alimentos no consumidos, material para anidar y sus heces, y ayudan a airear el suelo con sus excavaciones. También sirven como fuente de alimento para una variedad de depredadores.

## Comportamiento

### Comportamiento social
Las marmotas de Alaska son muy sociables y viven en colonias de hasta 50 personas y todas comparten un sistema de madrigueras común. Las marmotas suelen tener su propia guarida personal, mientras que las crías viven con su madre y el padre vive en una guarida cercana. Especialmente en colonias grandes, las marmotas de Alaska utilizan puestos de centinela que se rotan periódicamente.
M. broweri marcará su territorio segregando una sustancia de las glándulas faciales y frotando los lados de la cara contra las rocas alrededor de su guarida y varios senderos. Las marmotas de Alaska también disfrutan tomando el sol y dedicando mucho tiempo a su cuidado personal.

### Hibernación
M. broweri es una de las marmotas que hiberna más tiempo y está documentado que lo hace hasta ocho meses al año. Las marmotas de Alaska acumulan una gruesa capa de grasa a finales del verano para sustentarlas durante la hibernación invernal. Las marmotas de Alaska están activas hasta que comienza a nevar, cuando pasarán a su Hibernación desde septiembre hasta junio. Las marmotas de Alaska tienen guaridas de invierno especiales con una única entrada que se tapa con una mezcla de tierra, vegetación y heces durante el período de hibernación invernal. Estas madrigueras de invierno están construidas sobre crestas expuestas que se derriten antes que otras áreas, y toda la colonia permanece dentro de la madriguera desde septiembre hasta que el tapón se derrite a principios de mayo. Luego se instalan en sus guaridas en unidades familiares para hibernar en comunidad durante el invierno.
La hibernación comunitaria puede ser una estrategia adaptada para reducir el costo metabólico mientras se intenta mantener la temperatura corporal por encima del punto de congelación. Durante la hibernación, muchas de sus funciones corporales disminuyen, como la temperatura corporal (promedia entre 4,5 °C (40,1 °F) y 7,5 °C (45,5 °F)), frecuencia cardíaca y frecuencia respiratoria. La hibernación de las marmotas de Alaska no es continua porque se despiertan cada tres o cuatro semanas para orinar y defecar. Dentro de la guarida del hibernáculo, la marmota de Alaska ha mostrado adaptaciones a la hibernación a largo plazo por su capacidad para tolerar niveles altos de CO2 y niveles bajos de O2. Como adaptación al entorno ártico y al suelo permanentemente congelado, las marmotas de Alaska se reproducen antes de salir de la guarida invernal. Las marmotas de Alaska generalmente emergerán de su madriguera durante las dos primeras semanas de mayo.

### Reproducción
Los machos de las marmotas de Alaska son polígamos y se aparean con las hembras monógamas que viven en su territorio. Son reproductores iteróparos y vivíparos estacionales que se aparean una vez a principios de la primavera y dan a luz unas seis semanas después con tamaños de camada que varían de tres a ocho y un tamaño promedio de camada de cuatro a cinco. Las marmotas de Alaska, machos y hembras, participan tanto en la crianza como en la protección de las crías en su madriguera natal. En ambos sexos, las conductas reproductivas sexuales son estimuladas por los olores liberados por las glándulas odoríferas anales. Antes del parto, la hembra primero cerrará su madriguera y luego dará a luz sola. El período de gestación es de unas cinco o seis semanas. Las marmotas de Alaska recién nacidas son altriciales; sin pelo, sin dientes, ciegos y son bastante vulnerables a los depredadores. Después de unas seis semanas, las marmotas jóvenes tienen un pelaje espeso y suave y comienzan a abandonar temporalmente la madriguera. Pasarán por tres abrigos en su primer año hasta el último, que se asemeja a las marmotas adultas de Alaska. Hibernarán y vivirán con sus padres al menos un año, crecerán completamente al cabo de dos años y alcanzarán la madurez sexual a los dos o tres años. Se desconoce la duración de la vida de las marmotas, pero se cree que es de trece a quince años.

## Estado de conservación
El estado de las marmotas de Alaska no se conoce bien debido a las dificultades para encontrarlas en su hábitat natural. La UICN ha clasificado a la marmota de Alaska como de menor preocupación, lo que significa una preocupación relativamente baja en términos de los peligros que enfrenta. Aunque se pueden cazar marmotas de Alaska, su población es estable y no corre riesgo de peligro. La marmota de Alaska ha sido declarada la especie de marmota menos amenazada.

### Peligros
Aunque los peligros de perturbación humana directa son mínimos, los peligros climáticos representan una amenaza significativa. La marmota de Alaska es posiblemente la más sensible de las 14 especies de marmotas a las perturbaciones antropogénicas, incluido el cambio climático.

### cría en cautiverio
Se ha informado que M. broweri se crio con éxito en cautiverio y se reintrodujo en el medio silvestre, pero ha habido casos en los que la cría en cautiverio provocó altas tasas de mortalidad.

## Relación con los humanos
Los nativos de Alaska a veces cazan la Marmota broweri por su alimento y su cálido pelaje. La piel es bastante valiosa: valía entre 6 y 8 US$ US$ en 1956 (equivalente a entre 67.24 y 89.65 dólares en 2023 ).
El Día de la Marmota es una festividad relativamente nueva en Alaska con paralelos con el Día de la Marmota. Sarah Palin firmó un proyecto de ley en 2009 para declarar oficialmente cada 2 de febrero el Día de la Marmota. El proyecto de ley, presentado por la senadora Linda Menard, decía: "Tenía sentido que la marmota se convirtiera en la versión de Alaska de Punxsutawney Phil, la marmota de Pensilvania famosa por sus pronósticos del clima invernal". No esperaba que las marmotas tuvieran tareas de predicción del tiempo, sino que esperaba que el estado creara actividades educativas sobre las marmotas.